# Maeda Toshiie

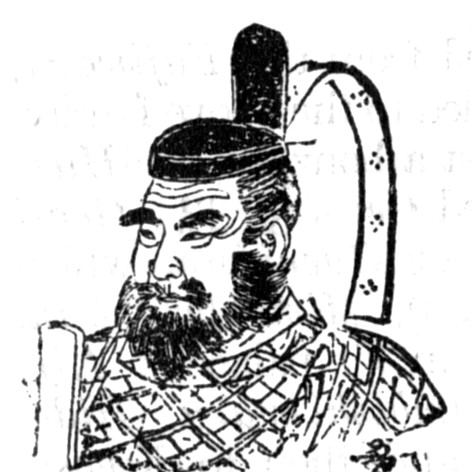
Maeda Toshiie

Maeda Toshiie (japanisch 前田 利家; geboren 15. Januar 1539? in Arako (Provinz Owari); gestorben 17. April 1599 in Osaka) war ein japanischer Daimyō der Sengoku-Zeit.

## Leben und Wirken
Maeda Toshiie war der vierte Sohn von Maeda Toshimasa (前田 利昌; ?–1560). Mit 14 Jahren wurde er Page des mächtigsten Mannes seiner Zeit, Oda Nobunaga. Im Alter von 19 Jahren soll er in einer Schlacht einen Gegner, obwohl er mit einem Pfeil im Gesicht getroffen war, mit seinem Speer besiegt haben. 1575 übergab Nobunaga die Provinz Echizen (heute Präfektur Fukui) an Shibata Katsuie, 1581 erhielt Maeda die Provinz Noto und wurde damit zum Daimyō erhoben.
Maeda hatte eine enge Beziehung zu Shibata und zu Toyotomi Hideyoshi. Als die beiden sich nach dem Honnōji-Zwischenfall bekämpften, hatte er zunächst versucht, zwischen Shibata und Toyotomi zu vermitteln. In der Schlacht von Shizugatake 1583 ließ er dann Shibata im Stich und ermöglichte Hideyoshi den Sieg. Dieser belohnte ihn, indem er ihm zwei Distrikte der Provinz Kaga überließ. Maeda verlegte daraufhin seine Residenz nach Kanazawa. 1585, nachdem er Hideyoshi geholfen hatte, Daimyō Sassa Narimasa (佐々 成政; 1536–1588), Herr der Provinz Etchū, auf dessen Burg Suemori (末森城) zu besiegen, erhielt er dafür den größten Teil dieser Provinz.
1587 entsandte Maeda Truppen nach Kyūshū, 1590 eine große Armee, um Kantō und Nordjapan zu erobern, und beteiligte sich so an Hideyoshis Vereinigung des Landes. Während der Invasion Koreas ab 1592  war er in Nagoya in der Provinz Hizen stationiert. Als er vom Fall Hanseongs (漢城) (heute Seoul) hörte, rieten er und Tokugawa Ieyasu Hideyoshi davon ab, sich selbst nach Korea zu begeben. Nach der Rebellion von Hideyoshis Adoptivsohn, Toyotomi Hidetsugu, im Jahr 1595 wurde er der Beschützer von Hideyoshis zweitem, direkten Sohn, Hideyori, und im folgenden Jahr, 1596, wurde er zum „Junior Second Rank Gon-Dainagon“ (従二位権大納言) befördert. Als einer des „Rates der Fünf Regenten“, den Toyotomi zur Fürsorge für seinen minderjährigen Sohn eingerichtet hatte, unterstützte er Hideyoshis Regierung bis zu dessen Tod.
Unmittelbar danach veranlasste Maeda seine Frau Matsu (まつ) ein Testament für ihn schreiben: Er starb bald darauf in Osaka und wurde gemäß seines Testamentes auf einem Friedhof bestattet, den er auf der Anhöhe Nodayama (野田山) nahe bei Kanazawa hatte anlegen lassen. Als er jung war, war er als Liebhaber des Kabuki bekannt, er mochte das demonstrative Auftreten der Schauspieler und ihre Fechtkunst. Er war gut im Rechnen, hatte immer einen Abakus in seiner Rüstungstruhe (具足櫃, Gusokubitsu) dabei. Er besaß auch wirtschaftliche Geschicklichkeit, wenn es zum Beispiel darum ging, Date Masamune und anderen Daimyō Geld zu leihen.